# 安德雷斯貝略市 (米蘭達州)

安德雷斯貝略市（西班牙語：Municipio Andrés Bello），是委內瑞拉的一個市，位於該國北部米蘭達州，首府設於聖何塞德巴洛文托，始建於1982年，海拔高度16米，面積114平方公里，2001年人口28,991，人口密度每平方公里176.5人。

## 外部連結
- andresbello-miranda.gob.ve Archive.today的存檔，存档日期2006-03-12 （西班牙文）